# Marysławin
Marysławin – osada w Polsce, w województwie wielkopolskim, w powiecie kępińskim, w gminie Rychtal.
Do 31 grudnia 2023 miejscowość była częścią wsi Wielki Buczek.